# Janina Hettich-Walz
Janina Hettich-Walz, född Hettich den 16 juni 1996, är en tysk skidskytt som tävlar i världscupen. Hon deltog i det lag som vann damernas stafett i världscupen i Oberhof den 16 januari 2021, vilket var hennes första pallplats och seger i världscupen. Under Världsmästerskapen i skidskytte 2021 i Pokljuka tog hon tillsammans med Vanessa Hinz, Denise Herrmann-Wick och Franziska Preuß silver i damernas stafett.

## Resultat

### Pallplatser i världscupen

#### Lag
| Säsong  | Datum            | Plats         | Disciplin | Placering | Lagkamrat(er)                |
| ------- | ---------------- | ------------- | --------- | --------- | ---------------------------- |
| 2020/21 | 16 januari 2021  | Oberhof       | Stafett   | 1:a       | Hinz / Herrmann / Preuß      |
| 2020/21 | 24 januari 2021  | Antholz       | Stafett   | 2:a       | Hinz / Herrmann / Preuß      |
| 2020/21 | 20 februari 2021 | Pokljuka (VM) | Stafett   | 2:a       | Hinz / Herrmann / Preuß      |
| 2022/23 | 22 januari 2023  | Antholz       | Stafett   | 3:a       | Voigt / Schneider / Kebinger |

### Världsmästerskap
| Tävling       | Distans | Sprint | Jaktstart | Masstart | Stafett | Mixstafett | Singelmix |
| ------------- | ------- | ------ | --------- | -------- | ------- | ---------- | --------- |
| Antholz 2020  | –       | 65:e   | –         | —        | –       | –          | –         |
| Pokljuka 2021 | —       | 31:a   | 34:e      | —        | Silver  | —          | —         |